# Антони Белмонт
Антони Белмонт е френски футболист, който играе като дефанзивен полузащитник.

## Кариера
На 1 септември 2017 г. подписва договор с Левски (София), където играе до 2019 г. След това преминава в Гренобъл, където играе до 2022 г.